# Kvarnsjön (Djurö socken, Uppland)
Kvarnsjön är en sjö i Värmdö kommun i Uppland och ingår i Norrström-Tyresåns kustområde. Sjön har en area på 0,0873 kvadratkilometer och ligger 12,1 meter över havet.

## Delavrinningsområde
Kvarnsjön ingår i det delavrinningsområde (657530-166157) som SMHI kallar för Rinner till Nämdöfjärden. Medelhöjden är 14 meter över havet och ytan är 12,09 kvadratkilometer. Det finns inga avrinningsområden uppströms utan avrinningsområdet är högsta punkten. Avrinningsområdets utflöde mynnar i havet, utan att ha någon enskild mynningsplats.